# Glodeanu-Siliștea
Glodeanu-Siliștea is een Roemeense gemeente in het district Buzău.
Glodeanu-Siliștea telt 4161 inwoners.